# Walter Titley
Walter Titley (Hopton-Copenhague, febrero de 1768) fue un diplomático inglés enviado extraordinario en Copenhague durante 38 años.

## Biografía

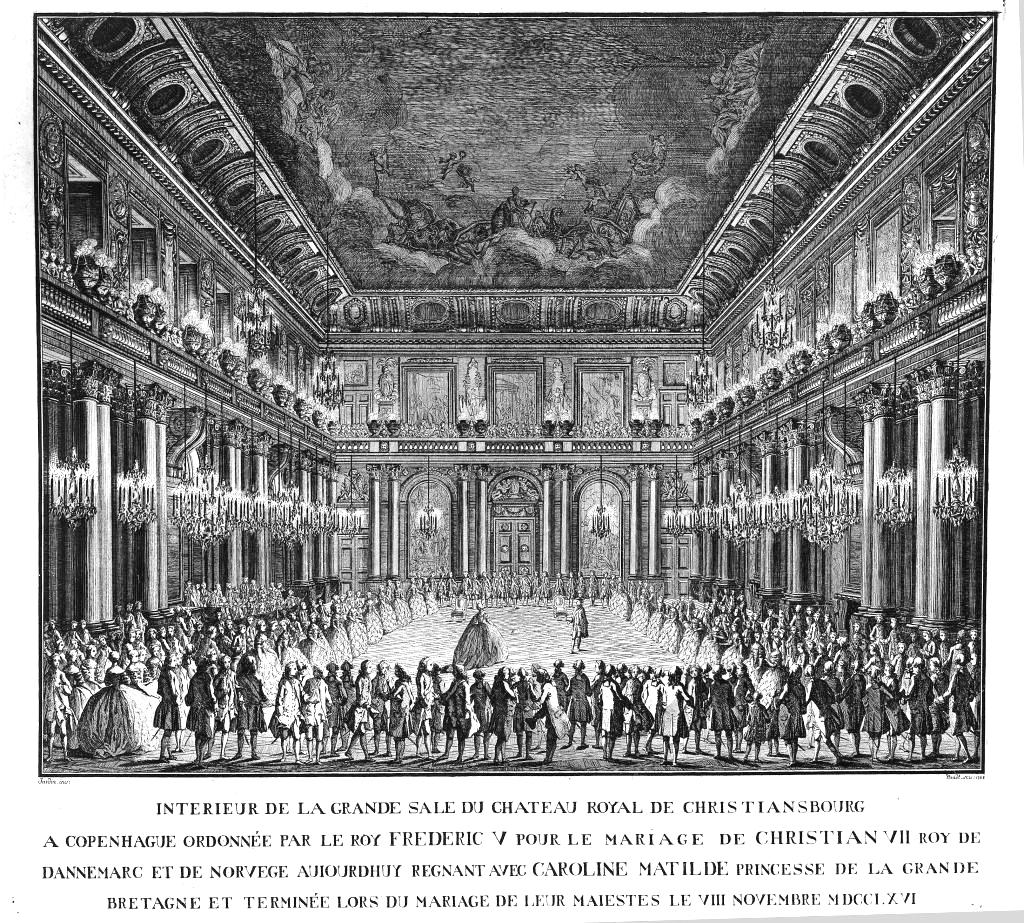
Grabado en ocasión de la boda entre Cristián VII de Dinamarca y Carolina Matilde de Gran Bretaña, en 1766, arreglado por Titley.

Era hijo de Abraham Titley, de Hopton, Staffordshire. Fue admitido como alumno real en la Westminster School en 1714, siendo elegido tres años más tarde para estudiar en Cambridge. Durante su estancia en Westminster fue ayudante de Osborn Atterbury, hijo de Francis Atterbury, y más tarde sería su tutor. En el Trinity College de la Universidad de Cambridge se matriculó en 1720, siendo Bachiller en Artes en 1723 y Maestro en Artes en 1726
Titley organizó un plan de vida que llevaría a cabo aproximadamente. Dedicó sus primeros treinta años al estudio, treinta a los asuntos públicos, y desde los sesenta, volvió a estudiar. Habiendo entrado en el servicio diplomático, sirvió como secretario de la embajada británica en Turín. El 3 de enero de 1729 fue elegido como encargado de asuntos en Copenhague en ausencia de Lord Glernorchy. El 3 de noviembre de 1730 sería designado enviado extraordinario al Reino de Dinamarca. El propósito estratégico principal de Gran Bretaña era impedir la alianza de Dinamarca con Francia. Titley trabajaba desde su residencia (Titley's Gaard) en Lyngby.
En 1733, Richard Bentley, Maestre del Trinity College, le incluyó en la cofradía física del colegio. Titley dimitió de su cargo diplomático para aceptarlo, pero finalmente no se movería de Copenhague. Seguiría en su puesto hasta el fin de sus días. En este periodo, dos princesas de la casa de Hannover se casarían con la familia real danesa (Luisa, hija de Jorge II se casaría con el rey danés en 1744. El otro matrimonio orquestado por Titley fue el de Carolina Matilde, hermana de Jorge III con Cristián VII (rey desde 1766). Asimismo, trabajaría para calmar la hostilidad de Rusia hacia Dinamarca a raíz del ascenso al trono ruso en 1762, Pedro de Holstein.
A petición de Titley, Federico V de Dinamarca acordó en 1761 ordenar la captura y extradición de los desertores del ejército y armada ingleses, a condición de un servicio similar con los desertores daneses en Inglaterra. Dos años más tarde, debido a la edad y estado de salud de Titley, se le asignó un asistente.
Titley murió en Copenhague en febrero de 1768. Dejó mil libras tanto a la Westminster School como al Trinity College, y 500 libras a la Universidad de Cambridge, que debía ser dedicado al mantenimiento de los edificios.

## Obras
Titley escribió una Imitación en idioma inglés de una oda de Horacio -segunda oda del tercer libro de Horacio-, admirada por Richard Bentley, quien la parodió. Ambos poemas se pueden hallar en la Vida de Bentley de James Henry Monk. El Reliquiæ Galeanæ del impresor John Nichols contiene algunos de sus versos latinos. El poema Laterna Megalographica, incluido en las Obras de Vincent Bourne también se le atribuye a Titley